# Chlosyne janais gloriosa
Chlosyne janais subsp. gloriosa es una mariposa endémica de México de la familia Nymphalidae, que fue descrita originalmente bajo el nombre científico de Chlosyne gloriosa por Bauer en el año 1960.

## Descripción
Ambas alas en su vista dorsal son de color negro, las alas anteriores como posteriores presentan un reducido número de manchas comparado con otras especies del mismo género. Esta solo presenta tres puntos blancos pequeñas dentro de la celda discal, y otra serie del mismo color entre las venas m3 a vena R2 sin que toque el margen costal. Además cinco puntos pequeños en la región postdiscal externa. También  presenta grupo de pelos blancos y negros en el margen externo. Las alas posteriores a veces no presentan mancha en el área discal, sin embargo a veces puede presentarse de tono vino a rojo oscuro o estar totalmente lisa. En el margen externo presenta grupo de pelos blancos y grupo de pelos negros con predominio de los blancos. Antenas, cabeza, tórax y abdomen son de color negro.
Ventralmente las alas anteriores son de color negro con el mismo patrón de manchas que en la vista dorsal, pero se suman tres puntos blancos a la altura de la zona submarginal. Las alas posteriores en su vista ventral son de color negro con varias líneas amarillas en la región discal. Presenta una banda roja en la región postdiscal y una serie de puntos blancos en  la región postdiscal externa. Una serie de lúnulas en la región submarginal de color amarillo. El margen externo presenta pelos blancos con mayor cantidad.  Los palpos contienen pelos negros con una línea blanca a un costado de los ojos. Patas son de color anaranjado. Tórax es de color negro con pelos blancos y amarillos con dos líneas negras.

## Distribución
Taxón endémico de México, habita el Oeste de México, en los estados de Colima, Guerrero, Jalisco, Michoacán, Nayarit, y Sinaloa.

## Hábitat
Áreas cercanas a la costa del pacífico, a lo largo de la Sierra madre occidental. El tipo de vegetación donde está presente es la selva baja caducifolia.

## Estado de conservación
No se encuentra enlistada en la NOM-059.